# Флаг Монтаны
Флаг Монтаны (англ. Flag of Montana) — один из государственных символов американского штата Монтана.
Флаг представляет собой прямоугольное полотнище синего цвета, в центре которого расположена печать Монтаны.
На печати изображены плуг, лопата и кирка, лежащие на берегу перед каскадом водопадов реки Миссури. Лента содержит девиз штата: Oro y plata (с исп. — «Золото и серебро»).
Флаг был принят в 1905 году, в 1981 году выше печати штата было добавлено слово MONTANA (с англ. — «Монтана»). В 1985 году был изменён шрифт этой надписи.
Первоначально данный флаг использовался вооружёнными силами штата Монтана в испано-американской войне.